# Entity
Entity is het debuutalbum van de Belgische groep Oscar and the Wolf. Het album bevat diverse hits zoals Strange Entity en Princes en werd bekroond met 2 keer platina. Het album werd in 2014 uitgebracht.

## Achtergrond
Oscar and the Wolf brachten eerder enkele ep's uit met vooral dromerige muziek met donkere klanken. Verschillende reviews beschrijven Entity als een echte popplaat. De band bracht vier singles uit van het album : Princes, Strange Entity, Undress en Joaquim. Strange Entity werd de bekendste van de vier, en kon zelf een top 5 plaats behalen in de Ultratop 50. Het album zelf stond 10 weken aan de top van de best verkochte albums in Vlaanderen, goed voor 2 keer platina. Het album werd goed onthaald, en werd door Cutting Edge het beste Belgische debuutalbum van 2014 genoemd. In april 2014 werd een deluxe-editie uitgegeven van Entity. De hits You're Mine en Back to Black werden aan het album toegevoegd. Ook een liveversie van Freed from Desire van Gala en een van zijn eerste singles Moonshine maken deel uit van de deluxe-editie.

## Awards en nominaties
| Jaar | Award                        | Categorie     | Resultaat   |
| ---- | ---------------------------- | ------------- | ----------- |
| 2014 | Red Bull Elektropedia Awards | Beste Album   | Gewonnen    |
| 2014 | MIA's                        | Beste Album   | Gewonnen    |
| 2014 | MIA's                        | Beste Artwork | Genomineerd |

## Tracklist[4][5]
| 1.                 | Joaquim               | 3:48 |
| 2.                 | Bloom                 | 4:06 |
| 3.                 | Where Are You?        | 3:23 |
| 4.                 | Strange Entity        | 3:26 |
| 5.                 | Undress               | 4:06 |
| 6.                 | Astirù                | 2:25 |
| 7.                 | Somebody Wants You    | 3:44 |
| 8.                 | Dream Car Ocean Drive | 3:50 |
| 9.                 | Princes               | 3:51 |
| 10.                | Nora                  | 3:47 |
| 11.                | Under The Skin        | 2:20 |
| 12.                | Killer You            | 4:06 |
| Totale duur: 42:52 |                       |      |

## Trivia
- Entity was het 3e best verkochte album van België in 2014, net zoals in 2015. In 2016 kwam de band met hun album nog altijd op een 15de plaats[6]. Het album is op basis van verkoopcijfers en streaming bij de top 5 best verkochte Belgische albums aller tijden.